# 天神与天地之道：巫觋信仰与传统思想渊源
《天神與天地之道：巫覡信仰與傳統思想淵源》是臺灣歷史學者郭靜云的代表作之一，是一部主要讨论中国青铜时代精神文化的源与流，探討中國思想史淵源的作品。全書共分上、下二冊（分别对应着上、下二编），123萬字。上册（上编）通过礼器和文献，主要探索上古的神祕形象，包括神兽与非兽形的“祖”和“帝”及其在历史上的演化，以及巫师的身份和礼仪。下编主要探索商代无形体的信仰对象和相关概念，包括天地、四方、五色、神明以及若干易学和道家文化的关键概念在上古的信仰基础及其哲理化过程。本书和作者另一本书《夏商周：从神话到史实》系统地反映了作者对于中国青铜时代历史（主要是夏商周三代历史）进行复原和重建的研究成果，如果说《夏商周：从神话到史实》提供重新认识三代历史的框架和骨架，本书则重建和描写出这种历史的血肉之躯。
长期以来，人们对中国夏商周时代青铜器、玉器以及其他礼器的造型和纹饰迷惑不解。自宋代金石学以来，这个问题一直被不断探究。这一类形象一般以夔纹或饕餮纹最为常见，容庚和张光直等都曾进行专门分类和研究。近来学界往往以“兽面纹”来命名。这本书的作者在收集分析此类纹饰形象及其变体之后，发现它们其实都有着“双”嘴口的结构。作者又发现，这种造型其实就是殷商甲骨文里“神”字的形象来源，所以，当时的夔纹或饕餮纹，准确地说，应该是当时的“神纹”。这种形象象征着"死"（被神吞食）与"永生"（被神吐出而再生并获得神性），是古人精神信仰的重点。这种双嘴口结构和意义表达方式非常符合人类学家经常讨论的通过仪式（Rites of Passage）。
在前述认识的基础上，这本书的作者进一步描绘了商代人心目中的天神形象：天神神能的重点在于“神降”（吐泄甘露），以实现天地之交、上下关联、万物之生。但是负责上下相联的神，不能只下降，亦须上升。自上而下的神降意味着盈生，而自下而上的神升即意味着死亡而再生。神龙负责一切万物死生循环，并赋予人以神格化的奥祕形象，通过祂可以衍生“神人”；商王一方面是自己祖先的后裔，同时也是由龙形神母所衍生的“神子”，所以拥有超越性能力，而能获得神龙的保祐。并基于作者对于中国上古文明大历史背景的认识(郭静云：《夏商周：从神话到史实》上海古籍出版社2013年)，具体分析了神纹的来源。
书中进一步描述和展示虎、凤和其他各种神兽形象在商时代的结构和内在意涵，以及它们与相关神祕符号的关系，并结合祈卜仪式、颜色等等非直接叙述的形象语言的分析，为我们描绘了商文明系统而完整的宇宙图景：天中有帝，先王等祖先在祂左右，天空四方有四凤，在天上负责中与方的相合；天上另有龙负责降甘露，从天上通过吞吐实现上下之交，而地面之下水中有乌龟，能感受天意而参加上下之交；作为神靈雨的甘露自天降于地，而太阳从地下升于天，构成上下神明之交；此外，地上中央有王，负责使中央与四方相合，并共同供明德祭天；同时，人王从地的中央通达天中的帝。作者在书中还讨论了东周以来哲理化、思想化所造成的上古信仰与后世认识之间出现的认知裂痕、思想鸿沟以及传承的脉络，具体如讨论"易"与"道"观念的演变,"神明"概念的复杂演变过程以及古人颜色概念的变化等。
这本书虽然才出版不久，但已引起较大关注，如入选2016年7月中华读书报月度好书榜和布客榜八月书单并引起一些讨论。历史家者孙隆基先生认为“这是一部必须用开放心灵阅读的书”。郭立新认为“这本书充分展示了在上古史领域历史人类学研究方法的深度与魅力”。陈春声认为“此书解构与建构兼具，形象与逻辑并重。作者展示了一贯的、卓越的洞察力与整体观，通过对上古时代神兽形象、刻纹符号、牺牲颜色、祈卜仪式、礼器形制、甲骨字形等形象语言的精致分析，结合历史文献，系统全面地重构了关于中国上古时代精神文化的解释体系。对于中国古代社会研究，这是一部开卷有益并具有颠覆性的巨著。”